# Aeolesthes induta
Aeolesthes induta  (лат.) — вид жуков-усачей из подсемейства собственно усачей. Распространён во Вьетнаме, в Китае, Лаосе, Малайзии, Мьянме, на Суматре, в Таиланде, на Филиппинских островах и в Японии. Кормовыми растениями личинок являются чайный куст, сатиновое дерево, огненное дерево, дао, мелия азедарах, сальное дерево, Hymenodictyon orixense и Parashorea malaanonan.